# Peenehagen
Peenehagen – miejscowość i gmina w Niemczech, w kraju związkowym Meklemburgia-Pomorze Przednie, w powiecie Mecklenburgische Seenplatte, wchodzi w skład Związku Gmin Seenlandschaft Waren. Gmina powstała 1 stycznia 2012 z połączenia trzech gmin: Groß Gievitz, Hinrichshagen oraz Lansen-Schönau. Siedziba związku znajduje się w mieście Waren (Müritz).